# Cikeusal (Cikeusal)
Cikeusal is een bestuurslaag in het regentschap Serang van de provincie Banten, Indonesië. Cikeusal telt 4781 inwoners (volkstelling 2010).